# Maurice Huke
Maurice Huke (* 25. Februar 1993 in Bochum/Nordrhein-Westfalen) ist ein deutscher Leichtathlet, der sich auf Sprints und Staffelläufe spezialisiert hat.

## Berufsweg
Maurice Huke arbeitet als Immobilienkaufmann, hat jedoch keine Vollzeitstelle, sodass er Beruf und Sport gut miteinander koordinieren kann.

## Sportliche Laufbahn
In der Jugend spielte Huke Fußball bei der SG Wattenscheid 09. Als Schüler konkurrierte er in der Leichtathletik, führte 2006 die Westfälische Bestenliste beim 60-Meter-Hürdenlauf und 2008 über die 80 Meter Hürden an. Ebenso mit der 4-mal-100-Meter-Staffel. 2009 war Huke Jahresschnellster beim 200-Meter-Lauf. In dieser und der Folgezeit wurde er bei Westfälischen Meisterschaften in der Halle und im Freien im Jugendbereich Meister oder Vizemeister über 60 und 200 Meter sowie mit der 4-mal-100-Meter-Staffel.
2011 war für Huke das bis dahin erfolgreichste Jahr. International nahm er an den U20-Europameisterschaften in Tallinn mit der 4-mal-100-Meter-Staffel teil und holte mit dieser den 3. Platz bei den U23-Europameisterschaften in Ostrava. National wurde Huke mit der Staffel Deutscher U23-Vizemeister und erreichte mit ihr den 4. Platz bei den deutschen U20-Meisterschaften. Über die 200-Meter-Distanz kam er auf drei dritte Plätze; bei den deutschen Jugendhallenmeisterschaften, den deutschen U23-Meisterschaften und den deutschen U20-Meisterschaften.
2012 musste Huke die Teilnahme an den U20-Weltmeisterschaften in Barcelona verletzungsbedingt absagen. Erst 2014 konnte er wieder einen Meistertitel gewinnen, mit der 4-mal-100-Meter-Staffel bei den deutschen U23-Meisterschaften. Aber Verletzungen und auch Erkrankungen warfen ihn wieder zurück und erschwerten den Einstieg bei den Aktiven.
Erst 2016 endete die hartnäckige Pechsträhne. Huke holte bei den deutschen Meisterschaften mit der 4-mal-100-Meter-Staffel erstmals den Meistertitel in der Erwachsenenklasse und belegte über die 200 Meter den 5. Platz.
2017 hatte er schon bei den westfälischen Hallenmeisterschaften in Dortmund zwei Titel geholt und zwei persönliche Bestzeiten aufgestellt, bevor er bei den deutschen Hallenmeisterschaften alle drei Stufen des Treppchens betrat: Für den Meistertitel mit der 4-mal-200-Meter-Staffel, für den Vizemeistertitel über 60 Meter und für den 3. Platz über die 200 Meter.
2018 will sich Huke noch auf den Kurzsprint konzentrieren, um sich aber langfristig auf der 400-Meter-Distanz auszuprobieren. Bei den Deutschen Hallenmeisterschaften 2018 in Dortmund gewann er die Silbermedaille über die 200 Meter in einer Zeit von 21,07 s.

## Vereinszugehörigkeit
Maurice Huke startet für den TV Wattenscheid 01.

## Bestleistungen
(Stand: 18. Februar 2019)

Halle
- 60 m: 6,68 s (Leipzig, 18. Februar 2017)
- 200 m: 20,86 s (Leipzig, 17. Februar 2019)
- 300 m: 33,53 s (Erfurt, 21. Januar 2017)
- 4 × 200 m: 1:24,83 min (Leipzig, 19. Februar 2017)

Freiluft
- 100 m: 10,37 s (+1,8 m/s) (Weinheim, 6. Juli 2018)
- 200 m: 20,81 s (0,0 m/s) (Nürnberg, 22. Juli 2018)
- 4 × 100 m: 38,79 s (Nürnberg, 22. Juli 2018)

## Erfolge
national
- 2011: 3. Platz deutsche Jugendhallenmeisterschaften (200 m)
- 2011: Deutscher U23-Vizemeister (4 × 100 m)
- 2011: 3. Platz deutsche U23-Meisterschaften (200 m)
- 2011: 3. Platz deutsche U20-Meisterschaften (200 m)
- 2011: 4. Platz deutsche U20-Meisterschaften (4 × 100 m)
- 2012: Deutscher Jugendhallenmeister (4 × 200 m)
- 2013: Deutscher U23-Vizemeister (4 × 100 m)
- 2014: 4. Platz deutsche Hallenmeisterschaften (4 × 200 m)
- 2014: 8. Platz deutsche Hallenmeisterschaften (200 m)
- 2014: Deutscher U23-Meister (4 × 100 m)
- 2016: Deutscher Meister (4 × 100 m)
- 2016: 5. Platz deutsche Meisterschaften (200 m)
- 2017: Deutscher Hallenmeister (4 × 200 m)
- 2017: Deutscher Hallenvizemeister (60 m)
- 2017: 3. Platz deutsche Hallenmeisterschaften (200 m)
- 2018: 2. Platz deutsche Hallenmeisterschaften (200 m)
- 2019: Zweimal 2. Platz deutsche Hallenmeisterschaften (200 m und 4 × 200 m)

international
- 2011: 3. Platz U23-Europameisterschaften (4 × 100 m)
- 2011: Teilnehmer U20-Europameisterschaften (4 × 100 m)